# Rimbez-et-Baudiets
Rimbez-et-Baudiets település Franciaországban, Landes megyében. Lakosainak száma 104 fő (2022. január 1.). Rimbez-et-Baudiets Arx, Baudignan, Escalans, Herré, Losse, Lubbon és Sos községekkel határos.

## Népesség
A település népessége az elmúlt években az alábbi módon változott:
| Lakosok száma | 97   | 60   | 79   | 92   | 101  | 102  | 105  | 104  | 104  | 104  |
|               | 1968 | 1982 | 1990 | 2006 | 2013 | 2015 | 2017 | 2019 | 2020 | 2022 |